# Академіка (Клінчень)
«Академіка» (Клінчень) (рум. FC Academica Clinceni) — румунський футбольний клуб з міста Клінчень, заснований у 2005 році. Виступає на стадіоні «Клінчень», що вміщує 2 800 глядачів.

## Історія
Клуб був заснований 2005 року під назвою «Буфтя» (рум. CS Buftea) в результаті злиття команд «Кіментул» (Ф'єнь) та місцевої команди з міста Буфтя, що грала у четвертому за рівнем дивізіоні країни. Новостворений клуб було включено до Ліги ІІІ, і в першому сезоні команда зайняла шосте місце.
За підсумками сезону 2007/08 команда стала другою та вийшла до Ліги ІІ. Для підсилення складу команда стала співпрацювати із клубом вищого дивізіону «Політехніка Тімішоара», з якого отримала в оренду ряд молодих гравців, зокрема у «Буфтю» прийшли Іоан Мера, Адріан Попа, Мансур Гує, Мірча Аксенте та інші. В результаті команда, яка на половину складалась із гравців «Політехніки», зайняла високе шосте місце.
| Оригінальна назва  | Роки        |
| ------------------ | ----------- |
| CS Buftea          | 2005–2009   |
| ACS Buftea         | 2009–2013   |
| FC Clinceni        | 2013–2014   |
| Academica Argeș    | 2014–2015   |
| Academica Clinceni | 2015–донині |

Втім після одного сезону у 2009 році стало зрозуміло, що клуб не може підтримувати своє фінансове становище і в липні мера міста Буфтя оголосив, що команда продала своє місце в Лізі II клубу «Сегята» (Неводарі) за 500 000 €. Два клуби фактично обмінялись місцями і «Буфтя» розпочав сезон 2009/10 у Лізі III з невеликою зміною назви, змінивши її на ACS Buftea (рум. Asocția Club Sportiv Buftea).
2012 року команда знову виграла Лігу ІІІ і повернулась до другого дивізіону. Після підвищення з'явилися ті ж фінансові проблеми. Влітку 2012 року місто Буфтя вирішило, що не може фінансово підтримати клуб у другому дивізіоні і запропонувало футбольному клубу розформуватись ще до початку сезону. Втім група бізнесменів виявили зацікавленість у придбанні клубу, але переговори тривали, коли команда повинна була зіграти попередній раунд Кубка Румунії проти клубу третього дивізіону «Берчень». Для того, щоб не бути виключеним, команда відправила на матч команду, складену в основному з юнацької команди до 19 років. Ця команда здобула не тільки найбільшу поразку в історії клубу, але і найбільшу поразку в історії турніру — 0:31. Нарешті клуб було придбано і команда отримала право виступати у Лізі ІІ, зайнявши 6-е місце в кінці сезону.
2 серпня 2013 року клуб був проданий приватними власникам з міста Клінчень і переїхавши туди отримав назву ФК «Клінчень» рум. FC Clinceni. У місті на той час існувала команда «Інтер», тому новоприбула команда змінила свої, червоно-біло-сині кольори на чорно-сині, а найкращі гравці «Інтера» приєднались до об'єднаної команди. «Клінчень» зайняв 6-е місце за підсумками сезону 2013/14, повторивши минулорічне досягнення.
Влітку 2014 року власники «Клінченя» вирішили продати клуб лише через рік після придбання. Новим покупцем став Константиін Морояну, бізнесмен і власник найбільшої румунської кавової компанії Cafea Fortuna. Морояну теж вирішив ребрендувати клуб, перевівши його в місто Пітешть, що в 115 км від Клінченя. Новою назвою клубу стала «Академіка» (рум. FC Academica Argeş), а чорно-сині кольори були замінені новими, біло-фіолетовими. «Академіка» розпочалася як проект, який повинен був замінити колишній «біло-фіолетовий» клуб «Арджеш», традиційний клуб міста і подвійний чемпіон Румунії, який був оголошений банкрутом того ж року. Втім новий проект не отримав симпатії прихильників або фінансову підтримку з боку місцевої влади і після сезону 2014/15 сезону, в якому «Академіки» боролися за вихід до вищого дивізіону до кінця, втім безуспішно, Морояну продав клуб назад до комуни Клінчень.
Повернувшись у Клінчень, клуб зберіг свою стару назву «Академіка», але були повернуті старі чорно-сині кольори, а логотип також зазнав певних перетворень. У першому сезоні клуб зайняв 6-те місце, а в другому взагалі став лише 14-им.
Влітку 2017 року місцева влада повернулася до клубу, колишній футболіст Сорін Парасків був названий генеральним менеджером, а Ерік Лінкар — головним тренером. «Академіки» також повернулися до старих методів і почали співпрацю з клубом вищого дивізіону, на цей раз зі «Стяуа», клубом, який надав в оренду ряд своїх молодих гравців. В підсумку результати команди значно покращились і сезон 2017/18 вони закінчили чемпіонат на 6-му місці, а наступного року під керівництвом Іліє Поенару команда, що складалась з молодих гравців, яких доповнювало кілька досвідчених, такі як Пауль Пирвулеску або Васіле Оларіу, стала другою і зуміла вперше в своїй історії вийти до Ліги I.

## Досягнення
- Ліга II
  -  Друге місце: 2014–15, 2018–19

- Ліга III
  -  'Чемпіон: 2011–12
  -  Друге місце: 2007–08

## Відомі гравці
- Арман Карамян
- Артавазд Карамян
- Адріан Попа
- Крістіан Пулхак